# أ. إي. دويل
أ. إي. دويل (بالإنجليزية: A. E. Doyle)‏ هو مهندس معماري أمريكي، ولد في 27 يوليو 1877 في سانتا كروز في الولايات المتحدة، وتوفي في 23 يناير 1928 في بورتلاند في الولايات المتحدة.